# Fossacesia

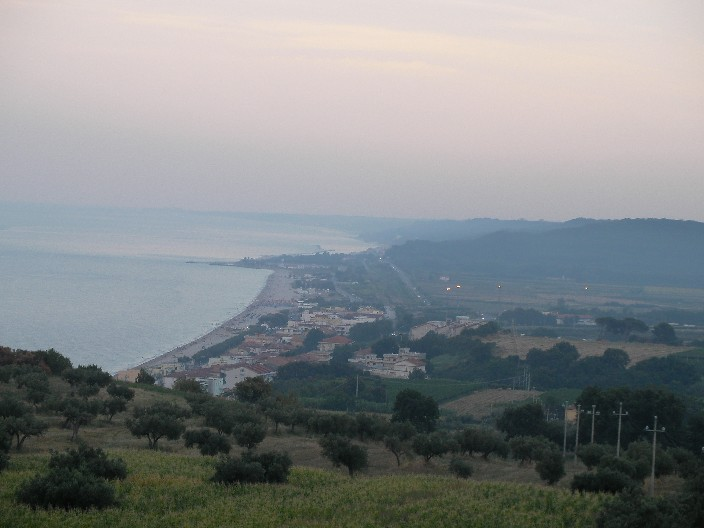

Fossacesia es un municipio situado en el territorio de la provincia de Chieti, en Abruzos (Italia).

## Demografía
| Gráfica de evolución demográfica de Fossacesia entre 1861 y 2011 |
|                                                                  |
| fuente ISTAT - elaboración gráfica a cargo de Wikipedia          |